# Косово (Поморське воєводство)
Косово (пол. Kosowo, нім. Kossowo) — село в Польщі, у гміні Пшодково Картузького повіту Поморського воєводства.
Населення — 443 особи (2011).
У 1975-1998 роках село належало до Гданського воєводства.

## Демографія
Демографічна структура станом на 31 березня 2011 року:
|          | Загалом | Допрацездатний вік | Працездатний вік | Постпрацездатний вік |
| -------- | ------- | ------------------ | ---------------- | -------------------- |
| Чоловіки | 216     | 68                 | 131              | 17                   |
| Жінки    | 227     | 61                 | 125              | 41                   |
| Разом    | 443     | 129                | 256              | 58                   |